# Dế Weta
Dế Weta là tên gọi chỉ chung cho nhiều loài dế thuộc Họ Dế vua và là những loài bản địa của New Zealand, Tên Weta trong tiếng Maori có tên là chúa tể của những thứ xấu xí hay con châu chấu khủng khiếp. Hóa thạch dế tìm thấy từ kỷ Trias (190 triệu năm trước đây) có nhiều điểm tương đồng với dế Weta sống tại New Zealand ngày nay. 

## Các loài
Có hơn 70 loài dế Weta. Những loài có quan hệ mật thiết nhất của dế Weta khổng lồ bao gồm các Weta ăn thịt, Weta cây, và Weta hang. Loài Alpine Weta có thể ở trong tình trạng đóng băng suốt mùa đông, và chỉ trở lại hoạt động khi mùa xuân đến. Giống như các loài côn trùng khác, dế Weta không có phổi mà thở bằng bộ xương ngoài của chúng bởi trên đó có các lỗ nối với ống bơm oxy cho mỗi tế bào trong cơ thể của côn trùng. Tai của dế Weta nằm ngay trên đầu gối của nó, ở dưới khớp gối trên chân trước.
Trong đó có loài Dế Weta lớn là loài sinh vật đặc hữu của New Zealand, có kích thước khổng lồ và nặng trung bình tới 70 gram là một trong những loài côn trùng nặng nhất thế giới, hơn cả một con chim sẻ. Nếu không tính chân và râu, loài này dài khoảng 10 cm. Chúng rất yêu thích cà rốt. Tuy được gọi là dế nhưng chính vì kích thước khổng lồ và cân nặng vượt trội, dế Weta không thể bay được. Dế Weta khổng lồ được coi là đã tuyệt chủng trên đất liền New Zealand vào những năm 1960 do chuột rất yêu thích món ăn này.
Dế Weta khổng lồ được các nhóm bảo tồn nuôi để gia tăng số lượng các loài này. Do đó, nhiều bé dế đã được sinh ra tại Vườn thú Auckland năm 2013. Đến tháng 5/2014, Vườn thú đã đưa 150 con dế Weta khổng lồ trở về thiên nhiên hoang dã trên đảo Tiritiri Tiritiri Matangi.